# Ratchis
Ratchis, död 757, var kung av det langobardiska riket mellan 744 och 749. 